# ドミサイド

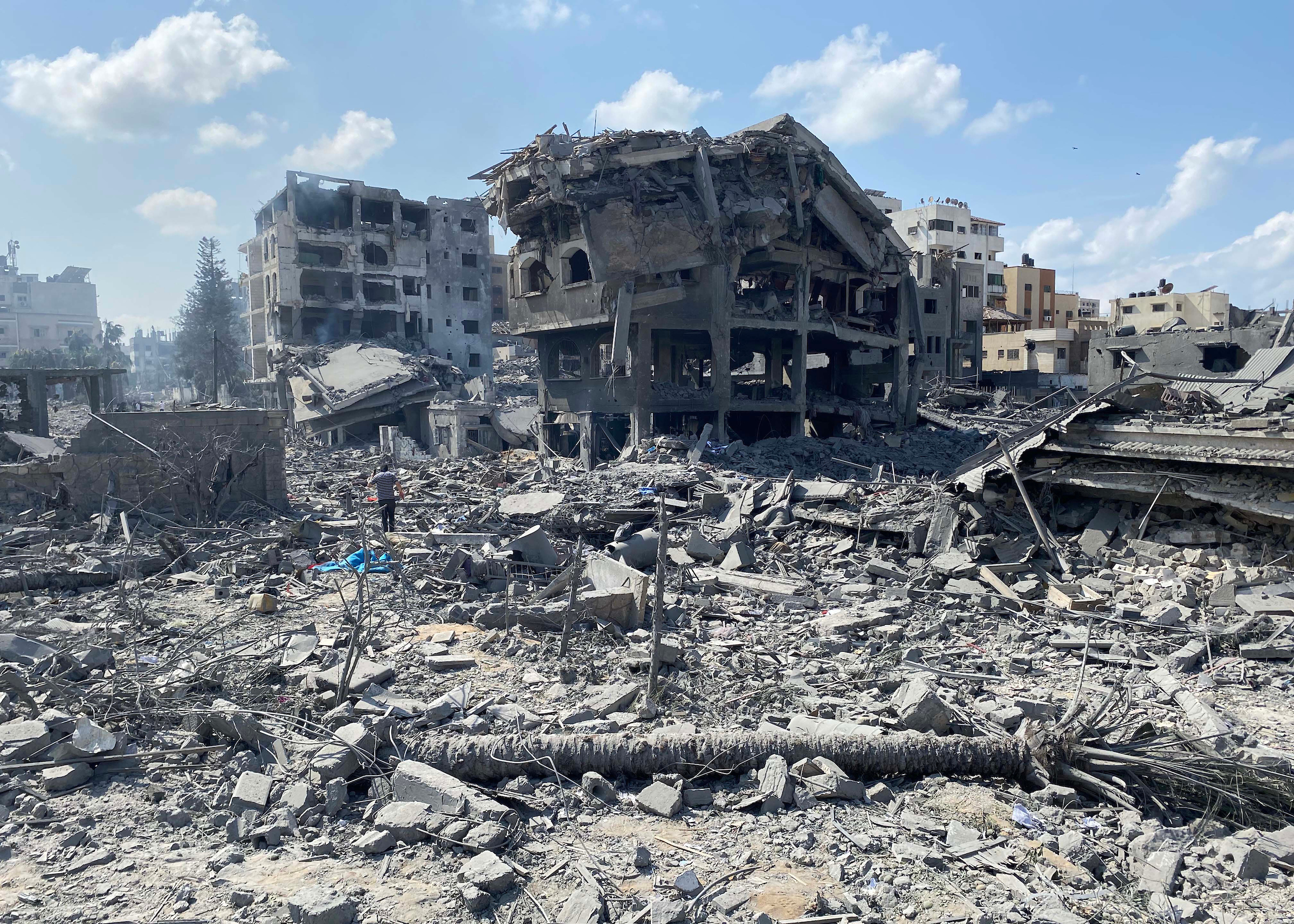
2023年パレスチナ・イスラエル戦争で、イスラエルの空爆によって破壊されたガザ市リマル地区の建物群。

ドミサイド (英語: domicide  発音) は、特定の目的を追求するための人為的機関の行為によって住居が意図的に破壊され、被害者に苦痛をもたらすことである。当初の定義には、ドミサイドが成立するにあたって大規模や多数であることや住宅以外の建設物の破壊といったことは構成要素には含まれていなかったが、後に広義として大規模に住宅群と基本的インフラを意図的かつ組織的に破壊し、その地域を居住不可能にすることへ意味が拡大されて理解されるようになった。

## 語源
ドミサイドは、ラテン語で家や住まいや家を意味するドムス (domus) と、意図的な殺害を意味するカエド (caedo) の複合語で、地理学者のJ・ダグラス・ポーテアス (J. Douglas Porteous) と、やはり地理学者のサンドラ・E・スミス (Sandra E. Smith) によって、「住居を意図的に破壊する」ことを意味する用語として提唱された造語である。その語根と接尾辞の選択において、破壊の対象が人々の生活の根幹を揺るがす住居であること、人為的そして意図的な破壊行為によって被害者が苦しみを負っていること、且つ喜んで破壊を受け入れているわけではないことを表現することが重要だったという。正式な定義は、「特定の目的を追求するための人為的機関の行為によって住居が意図的に破壊され、被害者に苦痛をもたらすこと」としており、この「人為的機関」は、破壊される住居がある地元の「機関」ではなく、その地域外の「機関」としている。また、破壊には計画的に行われることが多く、破壊者側は公共の利益と共通善を破壊へのレトリックとして度々使用するとしている。

### 関連用語
ドミサイドに関連する用語にトポサイドがあげられる。トポサイドとは、産業の拡大や変化によって、その土地の元の景観や特徴が破壊されるような、意図的な変更や破壊のことである。トポサイドは、意図的な産業拡張の結果として起こることもありえ、産業が形成されると人々の生活はその産業を中心に展開するようになり、その地域の文化的および環境的ランドスケープに永遠に変化をもたらす。
ドミサイドとトポサイドは同義語とみなされることもあれば、破壊者の視点から見た破壊を指すトポサイドと、被害と影響を受けた人々の視点から見たドミサイドというように対立するとみられることもある。
J・ダグラス・ポーテアスが住宅の意図的な「殺害」（破壊）を表現する用語を探求していた際、トポサイドという表現は既に存在していたが、漠然とした場所や土地を意味するトポ (topo) では曖昧すぎるとして、ドミサイドに落ち着いた。

### ハウスではなくホーム
J・ダグラス・ポーテアス達は、自宅、住宅を示す単語として、物理的な構造物を示すハウス (house) ではなく、人々の心のよりどころであり、家族が募い、思い出が詰まるなどの無形価値が加わったニュアンスがあるホーム (home) という単語を使用している。
後にドミサイドの観念を広く伝えることに貢献した国連特別報告者のバラクリシュナン・ラジャゴパル (Balakrishnan Rajagopal) は、ホームについてこう述べている。
なぜなら、ホームは単なる構造物ではなく、過去の経験や将来の夢、隣人や慣れ親しんだ風景の中で起きた、誕生、死、結婚、そして愛する人との親密なひとときの思い出の宝庫だからです。ホームという概念は、私たちの生活に安らぎを与え、意味をもたらしてくれます。その破壊は、人の尊厳と人間性の否定です。

## 意味の変遷
ドミサイドの概念自体は1970年代に生まれ、住宅が意図的に破壊される観念を表す単語として1980年代にJ・ダグラス・ポーテアスが文献内でドミサイドという表現を使い始めたが、当初にポーテアスが定めた定義には、破壊の規模の大きさは含まれておらず、破壊される建築物も主に住居に絞られていた。しかし住宅が破壊されることは、単に有形の建物の損壊だけではなく、住民は退避を余儀なくされるなど被害受けた側に大変に複雑な経験をもたらし、コミュニティの崩壊を招くなど、無形の影響も多大であることや人権的立場から、大規模に住宅群や基本的なインフラを意図的かつ組織的に破壊し、その地域を居住不可能にするという意味でドミサイドが使用されるようになり、2022年に国連特別報告者のバラクリシュナン・ラジャゴパルが、適切な居住の権利に関する報告を行って以来、後者の意味合いが広く認識されるようになった。

## 歴史的なドミサイド例

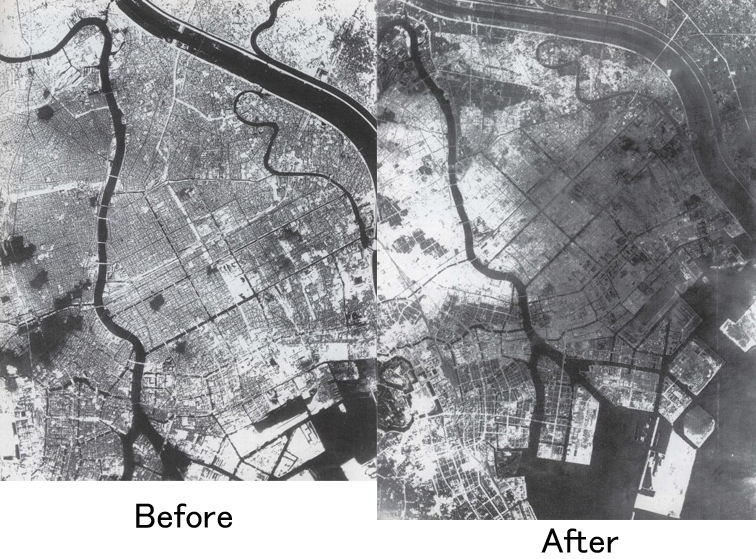
空襲前後の市中心部

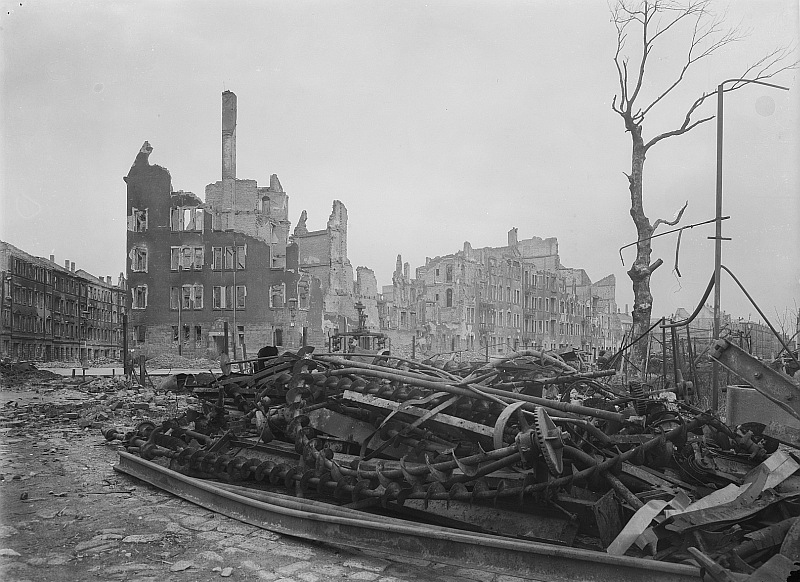
ドレスデンの仮設スクラップ置き場のある廃墟となった住宅地。（1945年）

ドミサイドの歴史的な例としては、人類史上最も破壊的で致死率の高い非核爆撃である東京大空襲が挙げられる。東京中心部の41平方キロメートルが破壊され、都市の4分の1が焼け落ち、約10万人の民間人が死亡し、100万人以上がホームレスとなった。比較すると、1945 年 8 月 6 日の広島への原爆投下では、約 7 万人から 15 万人が死亡しました。
ドミサイドの歴史的な例としては、第二次世界大戦中のドレスデン爆撃やワルシャワの破壊、そして東京大空襲、カンボジアにおけるクメール・ルージュによる破壊、ロシアによるウクライナ侵攻、シリア内戦、2023年パレスチナ・イスラエル戦争におけるガザ地区の破壊などが挙げられる。

## 国際法専門家の見解

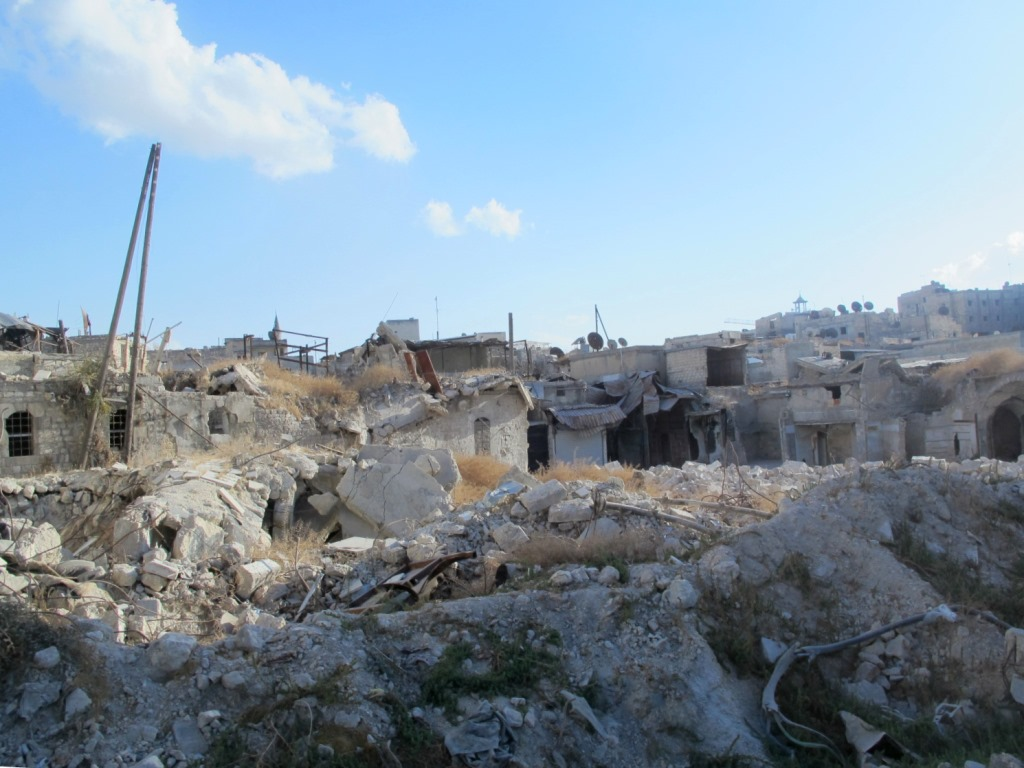
シリア内戦で破壊されたアレッポの住宅地。（2019年）

2024年1月時点で、ジュネーブ条約で無差別攻撃が禁止されてはいるものの、ドミサイドは国際法の例えば国際刑事裁判所に関するローマ規定の人道に対する罪にあたる行為として個別の定義がされておらず、間接的にその他の禁止された行為を構成する要素として論じることはできるものの、バラクリシュナン・ラジャゴパルを始めとした専門家は、国際人道法などに明記することによって明確に戦争犯罪とみなし、責任の追及及び防止ができるように法を改正すべきだと主張している。
特にロヒンギャ居住地の壊滅、シリア内戦によるアレッポの破壊、ウクライナのマリウポリの惨状、更に2023年にはパレスチナ・イスラエル戦争でガザ地区の約72％の住宅の破壊が報告されると、その声は一層強まった。世界的な傾向として都市への人口集中が進んでおり、武力紛争下では民家における大量破壊を伴いやすくなっている点も指摘されている。
また、第二次世界大戦以後の紛争は、国家間の紛争より、国家と非国家組織あるいは集団との間で起きる紛争の確率が増えてきており、国家間の紛争解決を目的とした国際法では対応できないケースが顕著になってきており、そのような法の「割れ目（ギャップ）」に落ちてしまうケースの防止と解決法を考慮し、法改正の際に「割れ目」を塞ぐことを考える必要があるとしている。

## ガザ地区におけるジェノサイド条約適用事件
2023年12月下旬、パレスチナ・イスラエル戦争のさなかに、南アフリカは国際司法裁判所にイスラエルをじょねサイド条約違反の疑いで提訴した(ガザ地区におけるジェノサイド条約適用事件)。翌年1月に行われた仮保全措置要請の公開公聴会において、南アフリカはドミサイドという単語こそは使用しなかったものの、イスラエルはガザ地区住民に退避命令を出したのちに、推定33万5千戸（2024年1月8日時点）の住宅家屋を破壊したため、多くの避難民にとっては帰るべき居住可能な自宅がなくなり、避難は恒久的なものとなっているとし、更にイスラエル兵は一区画の集合住宅群全部を「楽しそう」に爆破する様子を撮影し、その廃墟にイスラエルの国旗を立て入植することを求めるなどし、これはパレスチナ人の生活の基礎を消滅させる行為だとして、ジェノサイド条約第2条(c)の、「全部または一部に肉体の破壊をもたらすために意図された生活条件を集団に対して故意に課すること」に該当すると南アフリカは主張した。また、そういった街の破壊が、法廷が仮保全措置の要求を迅速に審議すべき危急性の理由としてあげられた。 
更には、国の指導者たちが、聖典の聖絶の話を今回の戦闘と重ね合わせるジェノサイト的発言を公に繰り返し、イスラエル兵が指導者たちの発言を復唱するかのようにガザ地区のインフラの破壊を実行していることや 、パレスチナ人の生活の基盤とインフラを破壊していることを完全に理解していながらも破壊を続けていることは、ジェノサイドの意図を表していると主張し、仮保全措置で人命保護に加えて、パレスチナ人の生活を保護することも法廷に訴えた。